# トリニダード・トバゴ総督
トリニダード・トバゴ総督（トリニダード・トバゴそうとく、Governors-General of Trinidad and Tobago）は、トリニダード・トバゴが英連邦王国に属した時代に、国家元首である国王（イギリス国王が兼ねた）の代理人として置かれた総督。トリニダード・トバゴの共和制への移行により廃止された。

## 一覧 (1962年–1976年)
| 就任          | 退任          | 氏名                     |
| ------------- | ------------- | ------------------------ |
| 1962年8月31日 | 1972年9月15日 | サー・ソロモン・ハウコイ |
| 1972年9月15日 | 1976年8月1日  | サー・エリス・クラーク   |